# Ангра-ду-Эроишму
А́нгра-ду-Эрои́шму (порт. Angra do Heroísmo) — город и муниципалитет в Португалии, входит в округ Азорские острова. Расположен на острове Терсейра. Население составляет 35 581 человек на 2001 год. Занимает площадь 237,52 км². Название города переводится как «бухта героизма».
Покровителем города считается Иисус Христос (порт. São Salvador). Праздник города — 24 июня.

## История
Ангра-ду-Эроишму был основан в удобной естественной бухте Алвару Мартиншем (Álvaro Martins), который приплыл сюда вместе с Дидриком Пинингом (Didrik Pining) в его экспедиции в Новый мир и Бартоломеу Диашем (Bartolomeu Dias) во время его экспедиции вокруг мыса Доброй Надежды. Город основан в 1478 году.
Ангра-ду-Эроишму служил убежищем для королевы Португалии Марии II с 1830 до 1833 год.
1 января 1980 года город серьёзно пострадал от землетрясения.

## Общие сведения
Ангра-ду-Эроишму расположен на южном побережье острова Терсейра. Здесь расположены штаб-квартира военной базы и резиденция Римско-католического епископа. Его основные здания — собор, военный колледж, арсенал и обсерватория.
Гавань теперь утратила свою коммерческую и стратегическую важность по сравнению с другими крупными портами Азорских островов Понта-Делгада и Орта, но прежде здесь располагалась знаменитая военно-морская крепость, защищенная на западе и юго-западе мысом Монти-Бразил.
Внешняя торговля невелика по объёму и состоит в основном в экспортировании говядины, молочных продуктов и небольшого количества рыбы.

## Демография
| Численность населения муниципалитета по годам | Численность населения муниципалитета по годам | Численность населения муниципалитета по годам | Численность населения муниципалитета по годам | Численность населения муниципалитета по годам | Численность населения муниципалитета по годам | Численность населения муниципалитета по годам | Численность населения муниципалитета по годам |
| --------------------------------------------- | --------------------------------------------- | --------------------------------------------- | --------------------------------------------- | --------------------------------------------- | --------------------------------------------- | --------------------------------------------- | --------------------------------------------- |
| 1849                                          | 1900                                          | 1930                                          | 1960                                          | 1981                                          | 1991                                          | 2001                                          | 2004                                          |
| 22 973                                        | 33 002                                        | 32 828                                        | 43 374                                        | 32 808                                        | 35 270                                        | 35 581                                        | 35 103                                        |

## Состав муниципалитета
В муниципалитет входят следующие районы:
1. Алтареш
2. Синку-Рибейраш
3. Дозе-Рибейраш
4. Фетейра
5. Носса-Сеньора-да-Консейсан
6. Порту-Жудеу
7. Пошту-Санту
8. Раминью
9. Рибейринья
10. Санта-Барбара
11. Санта-Лузия
12. Серрета
13. Сан-Бартоломеу-душ-Регатуш
14. Сан-Бенту
15. Сан-Матеуш-да-Кальета
16. Сан-Педру
17. Се
18. Терра-Шан
19. Вила-де-Сан-Себаштиан

## Достопримечательности
- Центральная часть города признана объектом Всемирного Наследия ЮНЕСКО.
- Собор Ангра-ду-Эроишму
- Монастырь Святого Франциска
- Мэрия Ангры-ду-Эроишму
- Музей Ангра-ду-Эроишму.
- Дворец Беттанкур

## Известные уроженцы и жители
- Хосе Хулио де Соуза Пинту (1856—1939) — португальский художник
- Франсиско де Паула Бастос (1792—1881) — португальский колониальный администратор, военный, политический и государственный деятель.